# Ray White
Ray White (? –) amerikai soul-blues énekes és gitáros, ismertségét nagyon nagy mértékben a Frank Zappával való együttműködésnek köszönheti. Életrajzi adatai (születési hely, idő), iskolai tanulmányai és 1976 előtti tevékenysége nem ismertek.

## Frank Zappával
1976 őszén csatlakozott Zappához mint ritmusgitáros és énekes, a későbbi turnékon (1980-84) erőteljes, a felállást alapvetően meghatározó énekes kettőst alkottak Ike Willisszel. Ray White hallható a Zappa in New York (1978 március) című lemezen, ahol emlékezeteset nyújt az "Illinois Enema Bandit" című szám eléneklésével, de szerepel még Zappánál a Tinseltown Rebellion (1981 május), a You Are What You Is (1981 szeptember), a Ship Arriving Too Late to Save a Drowning Witch (1982 május) és a The Man from Utopia (1983 március) lemezeken is (a gyűjteményes vagy posztumusz lemezeket most nem említve). Volt egy rövid szerepe Cheech & Chong Nice Dreams című filmjében.
Meg nem erősített hírek szerint néhány alkalommal részt vett Zappa 1988-as együttesének próbáin – majd egy szó nélkül eltűnt, 2007-ig csak szórványos híreket lehetett szerezni róla.

## A Zappa utáni évektől a ZPZ-ig
A Zappával való együttműködés után játszott még a KVHW, a Don't Push the Clown és a Umphrey's McGee nevű csapatokban, nemrég pedig számos michigeni zenésszel dolgozott, mint a Rare Earth-ben doboló Bob Weaver, vagy a Generic Produce nevű funk/fusion csapat.
2007 nyarán Ray White csatlakozott Dweezil Zappához és vendégként nagyjából egy évig volt a Zappa Plays Zappa turné szólóénekese. A zenekarból 2009 elején lépett ki minden előzetes figyelmeztetés nélkül, mindössze egy e-mail üzenetet hagyva maga után. 2010 nyarán a Muffin Men együttes vendégeként fellépett a németországi Zappanale fesztiválon (Ike Willis és Bobby Martin társaságában).
Ray White hallható Ed Englerth "I Forgot Who I Am" című dalában a "Restless Ghost" című 2008-as CD-n. 2010 januárjában Ike Willissel a (Frank Zappa zenéjét játszó) Project/Object együttes vendége volt.

## Közreműködései Zappa lemezein
(nem említve azokat, amiken elhanyagolható szerepe volt)
- Zappa in New York (Zappa, 1978)
- Tinseltown Rebellion (Frank Zappa, 1981)
- You Are What You Is (Zappa, 1981)
- Ship Arriving Too Late to Save a Drowning Witch (Zappa, 1982)
- The Man from Utopia (Zappa, 1983)
- Them or Us (Zappa, 1984)
- Thing-Fish (Zappa, 1984)
- Frank Zappa Meets the Mothers of Prevention (Frank Zappa, 1985)
- Does Humor Belong in Music? (Frank Zappa, 1986)
- You Can’t Do That on Stage Anymore Vol. 1 (2CD, Zappa, 1988
- You Can’t Do That on Stage Anymore Vol. 3 (2CD, Zappa, 1989 – az első CD-n a 84-es felállás)
- You Can’t Do That on Stage Anymore Vol. 4 (2CD, Zappa, 1991 – több szám a 84-es felállástól)
- You Can’t Do That on Stage Anymore Vol. 5 (2CD, Zappa, 1992 – a második CD az 1982-es felállástól))
- Buffalo (2 CD, Vaulternative Records VR 20071, 2007 – egy teljes 1980-as koncert)
- Philly ’76 (2 CD, Vaulternative Records VR 20091, 2009) – egy teljes 1976-os koncert)